# Obsessió (pel·lícula de 1943)
Obsessió (en italià original, Ossessione) és un llargmetratge italià de 1943, dirigit per Luchino Visconti. És considerada com una de les primeres pel·lícules del moviment cinematogràfic “neorealisme italià”. Sent Roma Citta' Aperta, de Robeto Rossellini la primera; gràcies a la seva narrativa en present. Obsessió està basada en el cèlebre llibre El carter sempre truca dues vegades, de James M. Cain. Ha estat doblada al català.
El famós crític cinematogràfic de The New York Times, Vincent Canby, va dir el següent respecte a aquesta pel·lícula: "Comparar la Ossessione de Visconti amb la de Tay Garnett és com comparar una producció de La traviata amb un anunci televisiu de Mc Donald's".

## Argument

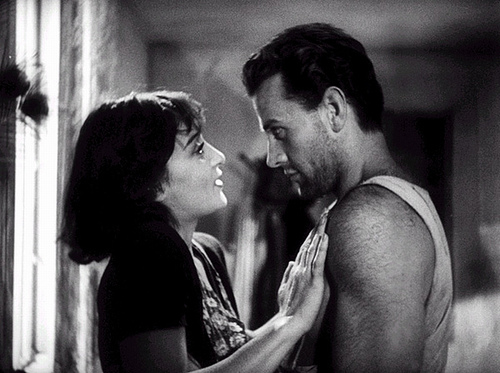
Girotti i Calamai són els actors principals del film.

Giovanna (Clara Calamai) és una bella dona casada amb l'amo d'un restaurant, Giuseppe (Juan de Landa). Es troba cohibida en un matrimoni per conveniència amb un home que no estima; però la seva vida canviarà quan conegui a Gino (Massimo Girotti), un rodamon que irromp en el matrimoni per a convertir-se en el seu amant. En el remolí de la luxúria, el desig i la passió tots dos es posen d'acord per a assassinar l'espòs de Giovanna i trobar així, finalment, la felicitat. No obstant això, el remordiment -entre altres coses- ha d'acabar amb el futur de la parella. Explorant altres emocions com l'enveja, la separació i de nou; la passió i amor. Finalment, el rodamon es trobarà amb el rigor de la llei en ser condemnat per un homicidi accidental després d'haver estat declarat innocent en un cas d'assassinat real.

## Repartiment
- Clara Calamai - Giovanna Bragana
- Massimo Girotti - Gino Costa
- Juan da Landa - Giuseppe Bragana, marit de Giovanna
- Dhia Cristiani - Anita, una prostituta
- Elio Marcuzzo - l'espanyol, un artista del carrer
- Vittorio Duse - Agent de policia
- Michele Riccardini - Don Remigio
- Michele Sakara - el nen (sense acreditar)

## Context
Durant aquesta època Itàlia es trobava regida pel règim feixista que tenia a Benito Mussolini com a cap d'aquest govern. El règim portava una ideologia clara sobre com havia de ser el poble italià pel que moltes decisions són en concepte d'aquesta clara ideologia. Visconti es decideix a fer aquesta versió de cinema que denomina antropomòrfic perquè és un cinema d'homes vius, no de ninots. Durant el govern feixista es va trobar amb problemes a l'hora de pre-produir el film. El seu pla original consistia a adaptar una història de Giovanni Verga, un canvi de nom escriptor realista italià, però automàticament va ser rebutjada per les autoritats. La raó radicava en el fet que el tema girava entorn d'un grup de bandits.
Va ser allí quan descobreix una traducció francesa de l'obra de Cain la qual li havia estat donada pel director Jean Renoir durant la seva col·laboració a França.
Quan Ossessione va ser completada i estrenada en 1943, estava lluny de l'innocent misteri d'assassinat que les autoritats esperaven, els personatges i les seves aventures s'oposaven als arquetips del poble italià creats pel règim; de la qual cosa va provocar reaccions negatives per part de les autoritats feixistes i eclesiàstiques.

## Lafemme fatalede Visconti
En aquesta pel·lícula es fa present la gran importància i determinació en la trama del film la presència de la figura de Giovanna, una femme fatale que manipula a Gino i juga amb els seus sentiments per aconseguir el seu objectiu: escapar del matrimoni que la té atrapada matant a Giuseppe.
La femme fatale de Visconti és presentada com una dona que viu sumida en la desgràcia, la misèria, consumida pel matrimoni i capaç de fer qualsevol cosa per escapar-ne. Així, Giovanna s’aprofita de Gino, en qui ha trobat una oportunitat per fugir del matrimoni i del restaurant que la té tot el dia treballant a la cuina i el sedueix, el captiva, el manipula i el convenç perquè mati el seu marit. Per aconseguir-ho, la femme fatale recorre a la seva miserable situació, sempre anant a buscar un sentimentalisme i dramatisme exagerats per jugar amb els sentiments de Gino i sotmetre’l als seus encants.
Aquests jocs de la femme fatale estan presents al llarg de tota la pel·lícula i condueixen els dos protagonistes a un final tràgic, on, amb la mort de Giovanna, es mostra un amor destructor, que ha portat la parella a fer bogeries insensates i impulsives que han acabat malament i han deixat a Gino destrossat i sol, carregat de culpa, remordiment i tristesa.

## Controvèrsia
Després de l'estrena, la pel·lícula va generar molta controvèrsia, sobretot en la dreta italiana. Vittorio Mussolini la va descriure com a antiitaliana, per la qual cosa la pel·lícula va ser segrestada, censurada en diverses sales del país i fins i tot exhibida parcial o passatgerament.
La controvèrsia sobre el tema va arribar als estrats més alts del govern feixista, fins al punt que va atreure l'atenció de Benito Mussolini, que es va interessar per la pel·lícula (probablement a causa de l'escandalitzat que es trobava el seu fill) i va demanar que se la hi projectessin. Finalment, va prendre la decisió de permetre la seva exhibició, encara que aquesta, posteriorment, va ser molt restringida.

## Llegat
La pel·lícula és considerada, juntament amb I bambini ci guardano, 4 passi fra le nuvole i Roma citta' aperta, la pel·lícula que marca el naixement de neorealisme del cinema italià per l'ambientació realista i per la força expressiva i la carnalitat de les passionals escenes entre Girotti i Calamai, que trencava amb la tradició cal·ligràfica del cinema italià durant el feixisme. Luchino Visconti en una entrevista el 1962 al setmanal L'Europeo va dir: "Amb Ossessione, fa vint anys, parlàvem per primera vegada del neorealisme.".
El paper principal es va assignar inicialment a Anna Magnani, però l'actriu va haver de renunciar a causa de l'embaràs. Ossessione es va incloure a la llista de 100 film italiani da salvare, que es va crear amb l'objectiu d'informar de "100 pel·lícules que van canviar la memòria col·lectiva del país entre 1942 i 1978."